# Sección la Toma
Sección la Toma är en ort i Mexiko.   Den ligger i kommunen Tuxtla Chico och delstaten Chiapas, i den sydöstra delen av landet, 900 km sydost om huvudstaden Mexico City. Sección la Toma ligger 399 meter över havet och antalet invånare är 800.
Terrängen runt Sección la Toma är kuperad norrut, men söderut är den platt. Runt Sección la Toma är det tätbefolkat, med 397 invånare per kvadratkilometer. Närmaste större samhälle är Tapachula, 12,0 km sydväst om Sección la Toma. I omgivningarna runt Sección la Toma växer huvudsakligen savannskog.